# Friedrich Woltreck
Friedrich Woltreck (* 1804 in Zerbst; † 1831 in Paris) war ein deutscher Maler.

## Leben
Woltreck arbeitete zunächst als Klempner und ging im Jahr 1827 nach Paris, wo sich sein älterer Bruder, der Bildhauer und Plastiker Franz Woltreck, aufhielt. Er trat dort in das Atelier von David d’Angers ein. 1829 schrieb sich Woltreck an der École des Beaux-Arts ein. Er wohnte damals in der Rue de Fleurs 13. Zwei Jahre darauf starb er im Alter von 27 Jahren in Paris.